# ブースター・ドラフト
ブースター・ドラフト(booster draft)とは、トレーディングカードゲームの遊び方のひとつ。マジック:ザ・ギャザリングなどでは、競技方法のひとつとして公式トーナメントルールに規定されている。
シールド・デッキ戦と同様に、その場で開けたパックに使用カードが限定されるため、これらを「リミテッド（限定）戦」と総称することがある。
競技の準備に特徴があり、シールド・デッキより戦略的な部分も出てくる形式である。本項では、同様にカードをドラフトする別形式「ロチェスター・ドラフト(Rochester draft)」についても触れる。

## 準備方法
- 参加人数は、2人でも可能だが、一般に3人以上で行われる。公式ルールにおいて人数が規定されている場合もある。
- 未開封ブースターパックを人数×ルールにより規定された数（通常は3～6パック、デッキ構築に必要な最低限のカード枚数が揃う数）と、それらのパックに封入されていない基本カード（マジック:ザ・ギャザリングであれば各色の基本土地、ポケモンカードゲームならエネルギー等）を必要枚数だけ用意する。
- 以下の手順に従い各プレイヤーはゲームに必要なカードを入手する。
  1. ブースターパック1つを各々開け、その中から1枚を選び自分のカードとする
  2. 1枚抜いたブースターを隣（又は対戦相手）に渡す。
  3. 渡された（開封済みの）ブースターパックから1枚選び自分のカードとする
  4. 2.3.を繰り返し、ブースターの中身がなくなったら新しいものを開封、未開封のものがなくなるまで続ける。複数のパックを使用する場合、新たなパックを開ける都度、パックを渡す方向を逆廻りにするのが好ましい。
- 各人が選んだカードから、デッキを構成する。必要な基本カード（土地カード等）はあらかじめ用意したものを使う。

お互いの手の内がある程度わかり、方針に沿ったカード選択が可能になるので、シールド・デッキよりも戦略的になる。また、運の要素もかなり軽減される。

## ロチェスター・ドラフト
基本的にブースター・ドラフトと共通する部分も多いが、
- ブースターパックを開けるのは常に1人である。複数のプレイヤーが同時にパックを開封することはない。
- 開封したプレイヤーはその内容を参加者全員に提示し、その後1枚を選びピックする。その後選択権は隣のプレイヤーに移る。
- 1つのパックの中身がなくなったら、最初にパックを開封したプレイヤーの隣のプレイヤーがパックを開封し、これを繰り返す。
- 全てのプレイヤーが1枚のカードをピックした後は、最後にピックしたプレイヤーがもう一度ピックし、カードの選択権が逆周りになる。

などの点で異なる。（最終項は公式ではないが通常のブースター・ドラフトでも採用されることがある）全てのカードが公開されるという性質上ブースター・ドラフト以上にお互いの手の内がわかる。
マジック:ザ・ギャザリングの公式ルールだが、準備に時間がかかることから、主なトーナメントはブースター･ドラフトに切り替えられた。

## バック・ドラフト
基本的なルールはブースター・ドラフトと同じだが、唯一、自分が取ったカードを対戦相手に使わせる点のみ異なる。つまり、自分が取ったカードと対戦することになる。そのためブースター・ドラフトとは異なり、わざと弱いカードを取ったり、色やタイプの種類を不統一にしてデッキを組むのを困難にするといった、ブースター・ドラフトとは異なるカードの取り方が重要である。無論、自分が使うカードもそのような構成になっているのでデッキ構築も非常に難しい。

## ソロモン・ドラフト
2人で行う特別なブースター・ドラフト。あまりに時間がかかるのであまり行われない方法である。
- ブースターパックを開けて1人45枚のカードを用意する。
- 2人のプレイヤーがお互いのカードをよく混ぜ合わせて90枚の束を作る。
- 先攻後攻を決める。
- 先攻プレイヤーは束の一番上からカードを8枚公開し、それを好きなように2つの山に分ける。（無論4枚ずつでもいいし、1枚と7枚でもかまわない。ただし0枚の山は作れない。）後攻のプレイヤーは2つの山のうち好きなほうを選ぶ。その後先攻プレイヤーは残りの山を取る。
- 役割を入れ替え、後攻プレイヤーが次の8枚を公開し、山に分ける。先攻プレイヤーは好きな山を取り、後攻プレイヤーは残りの山を取る。
- この手順を11回、カードを分ける役と取る役を入れ替えながら繰り返していく。なお最後の2枚は使用しない。
- こうして集めたカードと基本カード（土地やエネルギーカード等）を使ってデッキを構築し、ゲームを行う。

このドラフトの利点は一度使ったカードを混ぜてもう一度ドラフトができるので最初にパックを開封するだけで一日中ゲームを楽しめる。

## オールカード・ドラフト
基本的にロチェスター・ドラフトと共通するが、パックではなく決められたある1つのエキスパンションのカード1枚ずつが用意された中で行う。
マジック:ザ・ギャザリングにてごく稀に行われる大会形式である。（The Limits決勝トーナメントなど）